# Zrakoplovna nesreća Air India 171
Boeing 787-8 Dreamliner na letu Air India 171 srušio se 12. lipnja 2025. u 13:38 IST (10:08 po hrvatskom vremenu CET), otprilike 30 sekundi nakon polijetanja s zračne luke Ahmedabad. Zrakoplov je bio na putu za londonski Gatwick kada se srušio u studentski blok Medicinskog fakulteta B.J. u naselju Meghaninagar u Ahmedabadu.
Zrakoplov je bio 11 godina star modela Boeing 787-8 (VT-ANB), isporučen 2014. Ukupno je 269 poginulih (241 iz zrakoplova, 28 na tlu). Preživjeli je jedan 40-godišnji britanski putnik sa sjedala 11A. To je prva smrtonosna nesreća Boeinga 787 Dreamlinera; najsmrtonosnija zrakoplovna nesreća s jedinim preživjelim.
Zrakoplov je poletio s piste 23 u 13:38 IST po vedrom vremenu. Dosegao je maksimalnu visinu od 625 stopa (190,5 metara) prije nego što se spustio i srušio se na stambene zgrade na kampusu Civilne bolnice. Posada je izdala poziv za pomoć prije udara.
U velikoj akciji spašavanja sudjelovalo je 337 vatrogasaca, 60 vatrogasnih vozila i timovi iz više agencija, uključujući indijsku vojsku, CISF i NDRF. Sve operacije zračne luke bile su privremeno obustavljene.
Indijski ured za istragu zrakoplovnih nesreća vodi istragu, uz pomoć britanskog AAIB-a i američkog NTSB-a. Pronađeni su i snimači leta i DVR zrakoplova. Naređene su dodatne inspekcije za cijelu flotu 787 Air Indije.
Tata Grupa koja ima u vlasništvu tvrtku Air India objavila je odštetu od 10 milijuna ₹ po putničkoj obitelji i pokrivanje medicinskih troškova za ozlijeđene strane.